# Paradoxo de Faraday

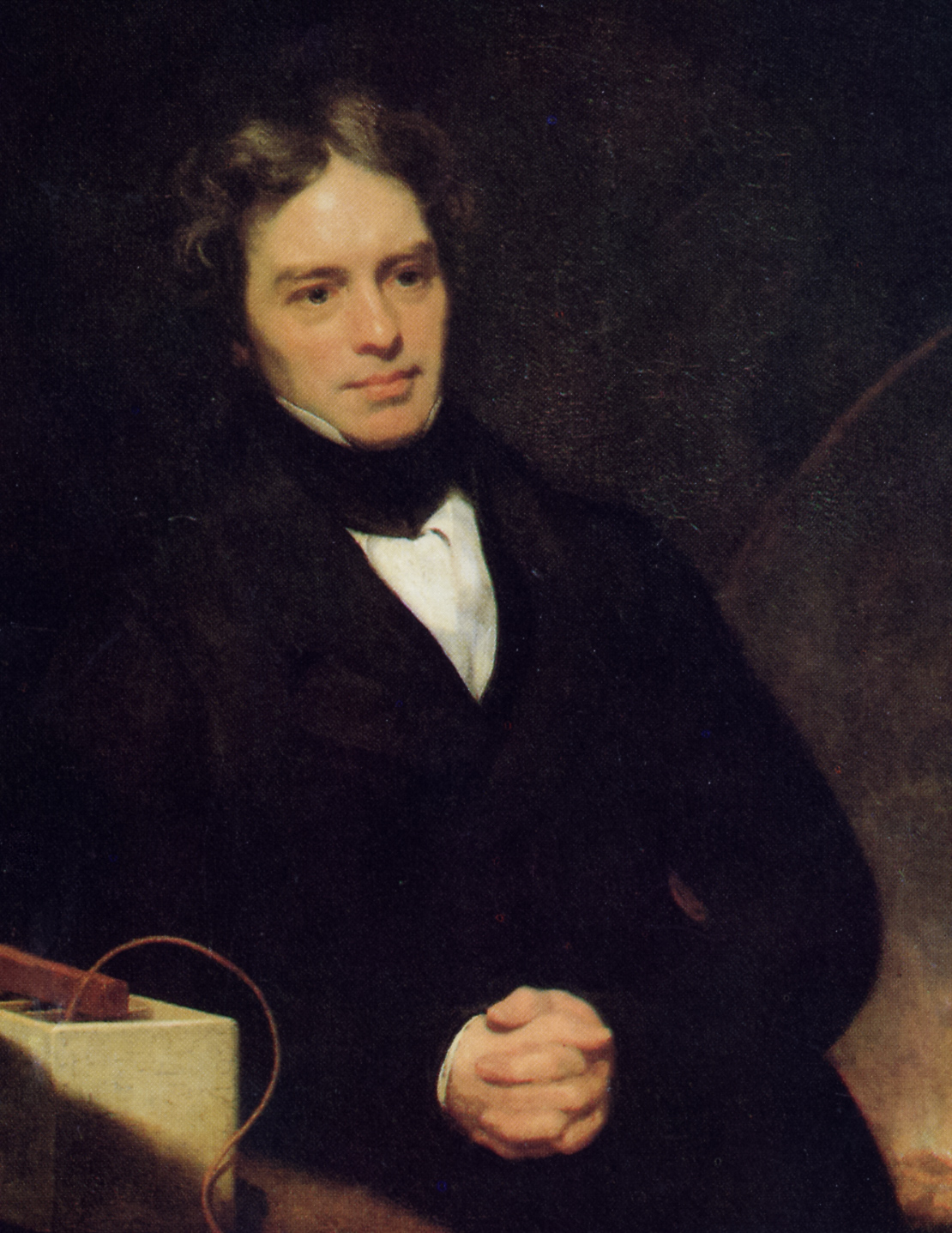
Michael Faraday

O paradoxo Faraday ou paradoxo de Faraday é qualquer experimento em que a lei da indução eletromagnética de Michael Faraday parece prever um resultado incorreto. Os paradoxos se enquadram em duas classes:
- A lei de Faraday prevê que haverá força eletromotriz (FEM) zero, mas existe um FEM diferente de zero.
- A lei de Faraday prevê que haverá um FEM diferente de zero, mas existe um FEM zero.

Faraday deduziu a sua lei de indução em 1831, após inventar o primeiro gerador eletromagnético ou dínamo, mas nunca ficou satisfeito com sua própria explicação do paradoxo.

## Lei de Faraday comparada com a equação de Maxwell-Faraday
A lei de Faraday (também conhecida como lei de Faraday-Lenz ) afirma que a força eletromotriz (FEM) é dada pela derivada total do fluxo magnético em relação ao tempo t :
{\displaystyle {\mathcal {E}}=-{\frac {d\Phi _{B}}{dt}},}
onde {\displaystyle {\mathcal {E}}} é o FEM e Φ B é o fluxo magnético através de um espiral de fio. A direção da força eletromotriz é dada pela lei de Lenz . Um fato frequentemente esquecido é que a lei de Faraday se baseia na derivada total, e não na derivada parcial, do fluxo magnético.  Isto significa que um FEM pode ser gerado mesmo que o fluxo total através da superfície seja constante. Para superar esse problema, técnicas especiais podem ser utilizadas. Veja abaixo a seção Uso de técnicas especiais com a lei de Faraday .
No entanto, a interpretação mais comum da lei de Faraday é que:
A força eletromotriz induzida em qualquer circuito fechado é igual ao negativo da taxa de variação temporal do fluxo magnético fechado pelo circuito.
Esta versão da lei de Faraday é estritamente válida apenas quando o circuito fechado é um laço de fio infinitamente fino,  e é inválida em outras circunstâncias. Ignora o fato de que a lei de Faraday é definida pela derivada total, e não parcial, do fluxo magnético e também o fato de que os campos eletromagnéticos não estão necessariamente confinados a um caminho fechado, mas também podem ter componentes radiais, conforme discutido abaixo. Uma versão diferente, a equação de Maxwell-Faraday (discutida abaixo), é válida em todas as circunstâncias e, quando usada em conjunto com a lei da força de Lorentz, é consistente com a aplicação correta da lei de Faraday.